# De Kruisiging (Cornelia toe Boecop)
De Kruisiging is een olieverfschilderij van de Nederlandse schilderes Cornelia toe Boecop en is in 1593 geschilderd in renaissancestijl. Het schilderij is onderdeel van de collectie van het Stedelijk Museum Kampen. Het schilderij kan gezien worden als een katholiek schilderij uit de Contrareformatie. Het schilderij komt uit de Kamperse school.
Het schilderij toont het verhaal De Kruisiging van Jezus Christus uit de Bijbel. In het midden van het schilderij is Jezus te zien en naast hem de twee misdadigers. Aan de linkerkant van het schilderij is de stad Jeruzalem te zien. Het schilderij was onbekend tot 2002.